# USS LST-133
O USS LST-133 foi um navio de guerra norte-americano da classe LST que operou durante a Segunda Guerra Mundial.